# 낸시 드류 (드라마)
《낸시 드류》(영어: Nancy Drew)은 2019년부터 방영중인 미국의 텔레비전 드라마이다.